# 우리별 3호
우리별 3호(KITSAT-3)는 대한민국이 발사한 3번째 인공위성이다.
우리별 1호, 우리별 2호에 이어 1999년 5월 26일 발사되었다. 발사체는 인도의 PSLV-C2이며 크기는 495x604x852mm, 무게 110kg로서, 730km 고도의 원형 태양동기궤도를 선회한다. 자세제어방식은 3축 안정화 방식으로 자기토커에 의해 제어가 이루어지며, 지향정확도는 0.5도 이내, 최대공급전력은 180W으로서 수준 있는 과학 실험을 할 수 있게 되었으며 과학실험 자료를 지상으로 내려 보내는데 X 밴드 영역을 사용하여 고속 통신이 가능하였다.
우주환경 관측용 과학탑재장치(SENSE: Space Environment Scientific Experiment)는 다음 4가지 소형 실험 장치로 이루어졌다. 고에너지 입자 검출기(HEPT: High-Energy Particle Telescope), 반도체 소자에 대한 방사능 영향 측정기(REME: Radiation Effects on Micro-Electronics), 지자기 측정기(SMAG: Scientific MAGnetometer), 전자온도 검출기(ETP: Electron Temperature Probe).
위성 자신의 위치를 판별할 수 있는 지평선감지기(적외선), 태양감지기(1축에서 2축으로 늘림으로 2차원으로 식별), 지구자기장감지기(1,2호와 동일)외에도 별감지기(별자리를 보고 위치 파악), 자이로스코프, GPS 수신기 등이 보강되었다. 또한 과거 몸체에 붙였던 태양전지판을 전개시키는 기술도 적용되었다.
목적은 1, 2호와 달리 3축 자세제어 방식 소형위성 시스템 개발, 고해상도(13m)의 지구관측 탑재체 기술 개발, 태양 활동에 따른 우주환경 변화 관측, 국산 대용량 메모리 시스템등의 우주 검증이다. 우리별 3호는 한국과학기술원(KAIST) 인공위성 연구센터에서 1호와 2호의 개발 경험을 바탕으로 독자적으로 설계한 최초의 것일 뿐만 아니라, 성능면에서도 다른 나라의 동급 소형위성과 비교하더라도 전혀 손색이 없다고 평가되고 있다.
우리별 3호는 1992년 8월 우리별 1호의 발사와 더불어 한국과학기술원 인공위성 연구센터에 설치된 우리별지상국에서 송신하는 각종 명령이나 프로그램에 의해 조정된다. 지상국에서는 또 우리별 3호로부터 수신된 원격검침정보를 통해 위성의 상태를 점검하고, 탑재체로부터 측정된 실험자료를 수신하여 저장, 처리, 관리함으로써 자료를 필요로 하는 연구자들에게 공급하고 있다.
자세제어에 연료를 많이 사용했기 때문에 3년 7개월 만인 2002년 12월 수명을 다했다.

## 아마추어 무선
우리별 3호는 VHF UHF 아마추어 무선 중계기를 탑재, 전 세계 아마추어 무선사들이 자유롭게 이용할 수 있었다.

## 같이 보기
- 서레이 새틀라이트 테크놀로지